# Roy Brown (Bluesmusiker)
Roy Brown (* 10. September 1925 in New Orleans; † 25. Mai 1981 in San Fernando, Kalifornien) war ein US-amerikanischer Blues-Sänger und Wegbereiter des Rock ’n’ Roll. Seine größten Erfolge waren Long about Midnight und Hard Luck Blues.

## Biografie
Roy Brown wurde 1925 in New Orleans geboren und kam als Kind nach Eunice, wo er 1938 ein Gospel-Quartett gründete. 1942 ging er nach Los Angeles und schlug sich unter anderem als Boxer durch. 1945 gewann er einen Gesangswettbewerb. Danach versuchte er, seinen Lebensunterhalt als Sänger im Stil von Bing Crosby zu verdienen.

### Karrierebeginn

Roy Brown - Good Rocking Tonight

1946 nahm er den Titel Deep Sea Diver für das Gold-Star-Label auf, der jedoch nicht in die Charts kam. Im selben Jahr schrieb Brown den Jump Blues Good Rocking Tonight. Er kehrte nach New Orleans zurück und bot das Stück dem populären Blues-Sänger Wynonie Harris an, der es jedoch zunächst ablehnte. 1947 nahm Brown den Song schließlich in den J&M-Studios von Cosimo Matassa selbst auf, diesmal für das DeLuxe-Label. Der Titel wurde im September 1947 als DeLuxe # 1093 veröffentlicht und erreichte Platz 13 der R&B-Charts. Nun erkannte Harris das Potenzial des Titels und nahm ihn ebenfalls auf; das Stück wurde im Mai 1948 zum Nr-1-Hit der R&B-Charts. Elvis Presley, der damals noch bei Sun Records unter Vertrag war, nahm den Song mit einem authentischen R&B-Shout-Gesangsstil am 10. September 1954 auf.

### Weitere Erfolge

Roy Brown - Hard Luck Blues

Mit seiner Gruppe „Mighty-Mighty Men“ trat Brown schließlich überall in den USA auf. Seine fünfte Single für DeLuxe Records, Long about Midnight, erreichte in den R&B-Charts Platz 1. Sein erster Millionenseller war der selbstverfasste Hard Luck Blues, aufgenommen am 19. April 1950. Weitere erwähnenswerte Titel von Roy Brown sind zum Beispiel Boogie at Midnight (September 1949) oder Love Don’t Love Nobody (Juni 1950). Bis Ende 1952 blieb er bei DeLuxe, wechselte dann zum Label King Records, das DeLuxe zuvor erworben hatte. Seine erste Single dort erschien bereits im Januar 1953 unter dem Titel Travellin’ Man. Diese und weitere 15 Singles kamen jedoch nicht mehr in die Charts.
Das gelang erst wieder mit dem Wechsel zu den größeren Imperial Records im Jahre 1956. Seine Version der Dave-Bartholomew-Komposition Let The Four Winds Blow, von Bartholomew selbst bereits im März 1955 aufgenommen und später durch Fats Domino zum Rock-and-Roll-Hit gemacht, erreichte im Mai 1957 Platz 5 der R&B-Charts und die Top 40 der Pop Charts (Platz 38). Ein weiterer Vorstoß in die Top 100 der Pop Charts (Platz 89) gelang Brown mit seiner Coverversion des Buddy-Knox-Hits Party Doll. Unter Bartholomew als Produzent wurden zwischen 1956 und 1958 insgesamt 20 Stücke aufgenommen, teilweise im New-Orleans-Sound der J&M-Studios produziert.

### Comeback und Tod
Der Crossover zum Rock and Roll gelang Brown wegen seines originären Bluesstils, der eher ein erwachsenes Publikum und weniger Teenager, die damals die hauptsächliche Hörerschaft des Rock and Roll bildeten, ansprach, nicht dauerhaft. 1970 deutete sich ein Comeback an, als er mit Johnny Otis beim Monterey Jazz Festival auftrat und die daraus resultierende LP neben etablierten – aber etwas in Vergessenheit geratene – Künstlern wie Roy Milton, Big Joe Turner oder Brown auch aufstrebende Musiker wie Shuggie Otis oder Margie Evans präsentierte. Im Jahre 1978 veröffentlichte er auf seinem eigenen Faith Records Label die LP Cheapest price in town, die neue Kompositionen beinhaltete und auf der neben erfahrenen Studio- und Livemusikern wie dem Saxophonisten Hollis Gilmore (u. a. Jimmy McCracklin) oder dem Schlagzeuger Charles Brown (nicht verwandt mit dem Pianisten gleichen Namens) auch der bekannte Gitarrist Pee Wee Crayton als Mitmusiker fungierten. Im selben Jahr tourte er durch England.
Roy Brown starb im Mai 1981 in San Fernando (Kalifornien) an einem Herzinfarkt. Im selben Jahr wurde er in die Blues Hall of Fame aufgenommen.

## Diskografie (Auswahl Singles)
Roy Brown:
- Deep Sea Diver / By Baby Bye (Goldstar 636), 1946
- Good Rockin’ Tonight / Lollipop Mama (DeLuxe 1093), September 1947
- Special Lesson No. 1 / Woman’s A Wonderful Thing (DeLuxe 1098), Oktober 1946
- Roy Brown’s Boogie / Please Don’t Go (DeLuxe 1107), November 1947
- Mighty Mighty Man / Miss Fanny Brown (DeLuxe 1128), Dezember 1947

Roy Brown & His Mighty-Mighty Men:
- Long ’Bout Midnight / Whose Hat Is That (DeLuxe 1154), März 1948
- ’Fore Day In The Morning / Rainy Weather Blues (DeLuxe 1198), November 1948
- Rockin’ At Midnight / Judgement Day Blues (DeLuxe 3212), Januar 1949
- Please Don’t Go (Come Back, Baby) / Riding High (DeLuxe 3226), Juni 1949
- Boogie At Midnight / The Blues Got Me Again (DeLuxe 3300), September 1949
- Hard Luck Blues / New Rebecca (DeLuxe 3304), April 1950
- Love Don’t Love Nobody / Dreaming Blues (DeLuxe 3306), Juni 1950
- Cadillac Baby / 'Long About Sundown (DeLuxe 3308), August 1950
- Train Time Blues / Big Town (DeLuxe 3318), Juni 1951
- Good Rockin’ Man / Bar Room Blues (DeLuxe 3319), September 1951

Roy Brown:
- Travellin’ Man / Hurry Hurry Back Baby (King 4602), Januar 1953
- Grandpa Stole My Baby / Money Can’t Buy Love (King 4609), Februar 1953
- Trouble At Midnight / Bootleggin’ Baby (King 4704), März 1954
- My Little Angel Child / She’s Gone Too Long (King 4834), Oktober 1954
- Party Doll / I’m Sticking With You (Imperial 5427), März 1957
- Let The Four Winds Blow / Diddy-Y-Diddy-O (Imperial 5439), Mai 1957